# 善光寺白馬電鉄ゼ100形気動車
善光寺白馬電鉄ゼ100形気動車（ぜんこうじはくばでんてつゼ100がたきどうしゃ）は、善光寺白馬電鉄が1936年から1944年まで所有していたガソリンカー。
善光寺白馬電鉄唯一の旅客営業用車両形式であった。
本項では、ゼ100形を譲受・改造した車両である上田丸子電鉄モハ3120形についても一部記載する。

## 概要
1936年11月22日の善光寺白馬電鉄南長野 - 善光寺温泉東口（仮駅）間の開業に備え、以下の2両が製造された。
- ゼ100形ゼ100・ゼ101 - 1936年6月日本車輌製造（日車）東京支店製。

形式名のゼは社名に由来する。
設計の基本となったのは、前年に当たる1935年12月から本形式と同じ1936年の7月までにかけて、やはり日車東京支店が合計6両を製造した、神中鉄道キハ30形キハ30 - キハ35である。このキハ30形は元来神中鉄道側が供給したディーゼルエンジンの寸法や出力に合わせて特注で設計された形式であるが、善光寺白馬電鉄から日車への車両発注に当たっては当時東京支店において量産中であった同形式の設計の流用が図られた。そのため、本形式は搭載機関を当時としては一般的でしかも近隣の佐久鉄道や飯山鉄道で標準的に採用されていたガソリンエンジンに置き換え、それに合わせて床高および全高を20 mm低くするという最小限の手直しを施しただけの、神中鉄道キハ30形の準同型車として善光寺白馬電鉄へ納入された。なお、メーカー側が記録する本形式の自重は13.55 tで、基本となった神中鉄道キハ30形に比して約1.5 t軽く収まっている。

## 構造

### 車体
佐久鉄道や飯山鉄道、それに丸子鉄道が1930年代前半に日車から購入したのとほぼ同級の、12 m級両運転台式半鋼製車である。
もっとも、それらよりも後発だけに、日車における設計時点での最新設計手法が採用されている。そのため、妻部が平板を突き合わせただけの角張った形状であったこれらの各鉄道向け車両とは異なり、緩い曲面による丸妻の半流線形となっているなど、近隣他社の先行各形式に比して洗練されたデザイン・工作となっている。
各部寸法は基本となった神中鉄道キハ30形のそれにほぼ準じ、全長12,020 mm、車体長11,300 mm、全幅2,680 mm、車体幅2,600 mm、全高3,555 mmで、窓配置は1(1)D7D(1)1（D：客用扉、(1)：戸袋窓、数字：窓数）、妻面は非貫通の2枚窓構成で、側窓・妻窓共に全て2段窓とされ、戸袋窓を除き下段上昇式となっている。開閉可能な側窓については、運転台の横の1枚を除いて全て転落防止用の保護棒が下段に1本設置されている。
窓の上下には補強用のウィンドウヘッダーおよびウィンドウシルと呼ばれる帯板が打ち付けられており、雨樋は屋根の全周に巻かれ、ステップ付きの手動客用扉の直上には水切りが取り付けられている。ウィンドウシルは上下2列のリベットで外板に打ち付けられているが、このリベットは日車でも東京支店で設計製造された気動車特有の、千鳥配置となっている。
前照灯は妻面中央の屋根雨樋直下の幕板部に自動車用とおぼしき小型のものが取り付けられている。
運転台は車体幅の約半分を占有する片隅式で、上半分はパイプによる仕切りのみで、客室と区切る板は窓より下に限られる開放的なデザインである。また、運転台の反対側は妻面まで座席が設置されている。この両車端部の運転台反対側に設置された座席は、荷物積載時にこの区画を荷物室代用とするため、折りたたみ式とされている。
座席は全てロングシートで、つり革も設置されている。片側の扉間座席の中央部1,238 mm分が着脱可能な構造とされており、冬期はこの部分の座席を取り外して石炭ストーブを設置し、暖房とする計画であった。そのため、設計上の定員は夏期が66人（座席38人）、冬期が59人（座席35人）となっており、屋根上にもこのストーブの排気用煙突が開口し蓋をかぶせてある。しかし、実際には冬期でもストーブを設置したことはなかったという。車体表記の定員も66人のみであった。
通風器はガーランド式ベンチレーターで屋根中央に4基を等間隔で設置し、室内灯は12V 40Wの白熱電球をこの通風器の室内側開口部と一体となった灯具に各1灯ずつ収めて計4灯設置する。
なお、こうした本形式および神中鉄道キハ30形の車体設計は、翌1937年10月に日車東京支店で製造された飯山鉄道キハ101形で扉間の側窓2枚分をストレッチし、さらに客用扉部分の車体裾部を引き下げてステップを扉の内側に内装する14 m級車に拡大・発展を遂げている。

### 主要機器
1930年代の日車製気動車としては一般的な構成の機械式変速機搭載ガソリン動車となっている。

#### 機関
直列6気筒縦型ガソリンエンジンのウォーケシャ発動機製6SRLを搭載する。
前述の通り、このエンジンは近隣に所在した佐久・飯山の両鉄道で気動車に採用されており、交換部品の調達の点で有利であった。
このウォーケシャ6SRLの出力は乾式双板クラッチ、機械式変速機を経て減速された後、ユニバーサルジョイントとプロペラシャフトを介して動力台車に伝達され、ここで最終減速機内装の逆転機経由で内側軸（動軸）を1軸駆動する。この構成は1920年代後半に日本車輌製造が独自に考案・実用化したもので、その実用性の高さからキハ41000形以降、1960年代後半に開発された新系列気動車まで国鉄でも長く標準採用され続けた、簡潔で優れた機構である。
エンジン冷却用のラジエーターパネルは付随台車寄りの車端部床下に設置されている。

#### 台車
設計当時の日車本店・東京支店製気動車で標準であった、軸ばね式の菱枠台車を装着する。軸ばねはコイルばね、枕ばねは重ね板ばねである。
この系列は、国鉄にもほぼそのままTR26として制式採用された、1930年代の日本の技術では最良に近い設計の気動車用軽量2軸ボギー台車である。
本形式の場合は、軸距は山岳地帯での使用や貨車牽引が考慮されたため、動力台車については750 mm + 1,150 mmと車体内寄りの動軸側に心皿荷重の重心をずらすことで動軸の粘着力を増大させる偏心台車とされ、付随台車は軸距1,500 mmの一般的な構造となっている。
車輪は全てスポーク車輪である。

#### ブレーキ
設計当時の気動車としては一般的な、直通ブレーキと手ブレーキの組み合わせで、台車の基礎ブレーキ装置は片押し式である。

#### 連結器
連結器は軽量化を重視して日車式簡易連結器と称する、ナックル形状は通常の自動連結器と連結可能だが、そのロック機構を手動式としてナックルそのものも強度の許す範囲で可能な限り各部を削減した超軽量構造のものが装着されている。これにより通常の並形自動連結器を装着する場合に比して約330 kgの自重軽減が実現している。

## 沿革
- 1936年（昭和11年）
  - 6月 - 日本車輌製造東京支店から善光寺白馬電鉄ゼ100・ゼ101が落成。
  - 11月22日 - 南長野駅 - 善光寺温泉駅（東口駅）間の開業に伴い営業運転を開始。
- 運用中 - 国鉄長野工場での定期検査に際し、車体色をぶどう色2号から紺色とクリーム色のツートンカラー（横須賀色系統）に変更。
- 1944年（昭和19年）
  - 1月10日 - 太平洋戦争の戦況悪化により休止。休止に伴い善光寺白馬電鉄での運用を離脱。
  - 4月 - ゼ100が上田丸子電鉄丸子線に移籍。（キハ301に改番。）
- 1948年（昭和23年）
  - 1月 - ゼ101が江若鉄道に移籍。（後に野上電気鉄道へ譲渡）

## 運用
1936年11月22日の開業から1944年1月10日の勅令第835号・金属類回収令（鉄材供出）に基づく路線休止まで、約7年にわたって増備されることもないまま、本形式2両が善光寺白馬電鉄唯一の旅客営業用車両形式かつ唯一の動力車として使用された。本形式は運行休止時まで代用燃料化されることはなく、そのままガソリンを燃料として走っていた。

## 譲渡
同線の休止後、本形式2両は車両統制会の仲介でただちに別々に譲渡された。
両車の変遷は以下の通り。

### ゼ100
ゼ100は近隣でやはり日車東京支店製のキハ1形キハ1と称するガソリン動車を所有していた上田丸子電鉄丸子線へ譲渡され、キハ300形キハ301となった。もっとも、戦中戦後の燃料不足から気動車として自走することはなく、エンジンを下ろしてサハ代用として使用された。
1948年には相模鉄道から譲受したモハ1形の電装品やブリル76E台車を利用して屋根上の一端にパンタグラフを載せた電車に改造されモハ310形モハ311となった後、1950年7月に上田丸子電鉄で実施された車両番号の一斉改番の際に、60馬力以上70馬力未満の1時間定格出力の主電動機を搭載(3)し、直接制御器搭載(1)、かつ全長が12 m以上13 m未満(2)であったことからモハ3120形モハ3121と再改番された。
なお、この改造に当たっては屋根上にパンタグラフ1基と、両端の中央に独立した筒型の前照灯灯具を前後各1組ずつ搭載した程度で、車体についてはそれほど大きく手を入れていない。
同車はその後、1955年に西丸子線に残存していた老朽2軸単車を淘汰するため同線へ転属、1961年の水害による同線休止で別所線へ再度転属となり、1969年まで同線で使用された。この間、時期は不詳ながら上半分クリーム・下半分濃紺の新塗装に塗り替えられている。
1969年の丸子線廃止に伴う余剰車両の別所線転属で収容力の小さなモハ3121は他の気動車改造電車共々廃車されることとなり、除籍された。しかし、その車体は上田原の車庫に倉庫代用として長く置かれ続け、最終的に1990年代までその姿をとどめた後、解体処分された。

### ゼ101
ゼ101は滋賀県の江若鉄道へ譲渡され、C11形キハ14（初代）と改番された。もっとも、元々18 m級の大型気動車を主力とする江若鉄道ではこの12 m級車の利用価値は小さく、14 m級でより大型の国鉄キハ41000形の譲受が開始された1946年には野上電気鉄道への譲渡が決まり、中古品の50馬力級電動機2基をやはり中古のブリル77Eに各1基ずつ装架し、各運転台横の側窓1枚を潰して乗務員扉を設置、さらに屋根上前後にトロリーポールを各1基搭載した電車に改造されて1948年1月に入線、デハ20形デハ22となった。
デハ22は野上電気鉄道初の半鋼製ボギー車として同社の主力車となったが、阪急電鉄や阪神電気鉄道から購入した車体に南海電気鉄道から譲受した機器を取り付けた半鋼製ボギー車の投入が進んだ1958年1月より休車となり、改造して復帰させる計画も立てられたものの、結局1959年10月に除籍、そのまま解体処分された。
以上のような経緯から、2両とも既に廃車・解体されたため現存しない。
なお、本形式は上記のように休止後に2両とも他社で電車化されており、電化を断念した「電鉄」が導入した気動車が他社譲渡後に電車に改造される結果となった。